# Marc Roos
Marc Roos (* 20. Dezember 1988 in Stuttgart) ist ein deutscher Jazzmusiker (Posaune, Komposition).

## Leben und Wirken
Roos begann im Alter von sechs Jahren das Tenorhorn zu erlernen. Im Alter von zehn Jahren wechselte er zur Posaune. Mit 12 Jahren begann er sich für Jazz zu interessieren und machte erste Erfahrungen in der Amateur-Bigband seines Vaters. Er nahm Unterricht bei Profimusikern wie Uli Röser und spielte in weiteren Bands wie der Lumberjack Big Band, mit der es auch zu Aufnahmen kam. Nach dem Abitur absolvierte er zunächst ein duales Studium für Mechatronik. Nach einem knappen Jahr beruflicher Tätigkeit als Ingenieur entschied er sich 2012 für ein Studium im Jazzstudiengang an der Musikhochschule Basel bei Adrian Mears und Nils Wogram, wo er 2017 nach dem Bachelor (2015) mit dem Master abschloss.
Roos arbeitet als freiberuflicher Musiker; er gehörte zu den Bigbands von Tobias Becker (Life Stream, Atomic B), Jonas Winterhalter (Eleven Things to Say) und Eberhard Budziat, war Mitglied des Quartetts von Marc Mezgolits und bei Markus Bodensehs Metronome Art. Gemeinsam mit Jan Herzog, Mischa Frey und Michael Heidepriem bildete er das Quartett Gnome, das 2022 sein Debütalbum veröffentlichte. Zu seinen Roostrs gehören der Trompeter Ted Chubb, Linus Eppinger an der Gitarre, Grzegorz Włodarczyk am Bass und Heidepriem am Schlagzeug. Zudem arbeitete er mit Wolfgang Muthspiel, Jorge Rossy, Larry Grenadier, Guillermo Klein, John Riley, John Ruocco, Bob Mintzer, Gee Hye Lee, Bobby Shew, Randy Brecker, Jiggs Whigham, Joe Gallardo, Ack van Rooyen, Andy Haderer, Helen Schneider, Paul Kuhn, Madeline Bell, Peter Herbolzheimer und Rainer Tempel. Weiterhin war er bei Theater- und Musicalproduktionen in Zürich und Stuttgart tätig. Als Posaunist hat er einen Lehrauftrag an der Hochschule für Musik Trossingen.

## Diskographische Hinweise
- Jochen Neuffer, Tobias Becker Bigband: Augmented Reality (Neuklang 2017)
- Marc Mezgolits Quartett Mostly Love Songs: (QFTF 2019, mit Sebastian von Keler, Stephan Plecher)
- Gnome: Idylle – Gnome Plays Erik Satie (Unit Records 2022)